# Turun Palloseura (calcio)
Il Turun Palloseura, abbreviato in TPS, è una società di calcio finlandese con sede a Turku. Milita in Ykkönen, la seconda divisione del campionato finlandese.
Per numero di titoli conquistati il TPS è una delle squadre finlandesi più titolate: ha vinto il campionato finlandese 8 volte dal 1928 (l'ultima vittoria risale al 1975), tre volte la Coppa di Finlandia (1991, 1994 e 2010) e una volta la Coppa di Lega (2012). È conosciuto anche per il suo lavoro con i giovani: diversi giocatori cresciuti nella società hanno debuttato in campionati europei, come Peter Enckelman nel Cardiff City e Jonatan Johansson nel Malmö FF.

## Storia

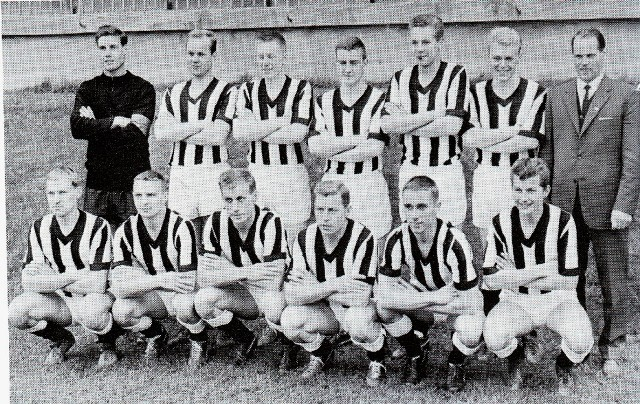
La squadra del TPS nel 1965.

Il Turun Palloseura fu fondato nel 1922. Già nel 1923 raggiunse la finale per l'assegnazione del titolo di campione di Finlandia, perdendo per 3-1 dall'HJK. Nel 1928 il TPS vinse il suo primo titolo battendo per 3-2 l'HIFK nella finale. Tra il 1936 e il 1949 vinse il campionato per tre volte e terminò al secondo posto cinque volte. Tornò a vincere il campionato, il quinto, nel 1968, vittoria che gli permise di accedere per la prima volta alla Coppa dei Campioni per l'edizione 1969-1970: disputò il preliminare contro i danesi del KB, subendo una doppia sconfitta e venendo eliminato. Il TPS vinse il campionato per due anni consecutivi nel 1971 e nel 1972, per poi conquistare l'ottavo titolo nel 1975. Nella Coppa dei Campioni 1976-1977 raggiunse gli ottavi di finale, venendo poi eliminato dagli svizzeri dello Zurigo. Grazie a buone prestazioni in campionato nella seconda metà degli anni ottanta, il TPS partecipò alla Coppa UEFA per più edizioni. Nella Coppa UEFA 1987-1988, dopo aver superato in rimonta gli austriaci dell'Admira Wacker, nel secondo turno il TPS affrontò l'Inter. Nella gara di andata allo Stadio Giuseppe Meazza di Milano vinse a sorpresa per 1-0 grazie alla rete segnata da Mika Aaltonen, che fu in seguito acquistato dalla stessa Inter. Nella gara di ritorno a Turku, davanti a 15 000 spettatori, l'Inter si impose per 2-0, passando il turno ed eliminando il TPS.
Nel 1991 il TPS vinse la sua prima Suomen Cup, battendo ai tiri di rigore il Kuusysi. Tre anni dopo si ripeté grazie alla vittoria per 2-1 sull'HJK. Dopo aver disputato tutti i campionati di Veikkausliiga sin dalla sua istituzione nel 1990, nel 2000 il TPS fu retrocesso in Ykkönen, la seconda serie del campionato finlandese di calcio, dove rimase per due stagioni prima di tornare nuovamente in massima serie. Dal 2003 al 2014 ha disputato la Veikkausliiga, prima di retrocedere nuovamente in Ykkönen. Nel 2010 il TPS vinse la sua terza Suomen Cup, battendo nuovamente l'HJK. E nel 2012 vinse la sua prima coppa di lega, battendo l'HJK ai tiri di rigore (4-2) nella finale giocata nella capitale finlandese. Nel 2018 ha concluso il campionato al penultimo posto con soli 29 punti, accedendo allo spareggio salvezza contro la seconda classificata in Ykkönen, il KPV Kokkola: entrambe le partite si sono concluse in parità con il KPV promosso per la regola dei gol fuori casa e il TPS retrocesso in Ykkönen. Nel 2019 ha concluso al secondo posto il campionato di Ykkönen, accedendo allo spareggio per la promozione, dove si è preso la rivincita dell'anno prima contro il KPV, sconfiggendolo nel doppio confronto: dopo uno 0-0 all'andata, ha vinto 0-3 in trasferta.

## Palmarès

### Competizioni nazionali
- Campionato finlandese: 8

1928, 1939, 1941, 1949, 1968, 1971, 1972, 1975
- Suomen Cup: 3

1991, 1994, 2010
- Liigacup: 1

2012
- Ykkönen: 1

2017

### Altri piazzamenti
- Campionato finlandese:

Secondo posto: 1923, 1925, 1926, 1930, 1938, 1943-1944, 1946, 1948, 1960, 1984, 1986, 1989
Terzo posto: 1957, 1967, 1977, 1987, 1996, 2007, 2009, 2010, 2012
- Suomen Cup:

Finalista: 1965, 1979, 1996, 1997, 2005
Semifinalista: 2006
- Liigacup:

Finalista: 2008
Semifinalista: 2009, 2013
- Ykkönen:

Secondo posto: 2016, 2019
Terzo posto: 2015

## Organico

### Rosa 2020
Aggiornata al 3 marzo 2020.
| N. |                      | Ruolo | Calciatore               |
| -- | -------------------- | ----- | ------------------------ |
| 1  | Finlandia (bandiera) | P     | Jere Koponen             |
| 2  | Camerun (bandiera)   | C     | Alim Moundi              |
| 3  | Finlandia (bandiera) | D     | Vilho Heikkinen          |
| 4  | Finlandia (bandiera) | D     | Rasmus Holma             |
| 5  | Finlandia (bandiera) | C     | Juho Lähde               |
| 6  | Finlandia (bandiera) | C     | Jonni Peräaho            |
| 7  | Finlandia (bandiera) | D     | Sami Rähmönen (capitano) |
| 9  | Finlandia (bandiera) | A     | Oskari Jakonen           |
| 10 | Senegal (bandiera)   | A     | Babacar Diop             |
| 11 | Finlandia (bandiera) | A     | Mika Ääritalo            |
| 12 | Finlandia (bandiera) | C     | Tomas Hradecký           |
| 14 | Finlandia (bandiera) | D     | Juhani Pikkarainen       |
| 15 | Finlandia (bandiera) | A     | Eetu Kolu                |

| N. |                           | Ruolo | Calciatore         |
| -- | ------------------------- | ----- | ------------------ |
| 16 | Finlandia (bandiera)      | A     | Albijon Muzaci     |
| 17 | Colombia (bandiera)       | A     | Eliécer Espinosa   |
| 18 | Costa d'Avorio (bandiera) | A     | Tehe Olawale       |
| 19 | Ghana (bandiera)          | D     | Masahudu Alhassan  |
| 20 | Finlandia (bandiera)      | C     | Jesper Karlsson    |
| 22 | Finlandia (bandiera)      | C     | Jami Siirtola      |
| 23 | Finlandia (bandiera)      | A     | Joakim Latonen     |
| 25 | Colombia (bandiera)       | D     | Aldayr Hernández   |
| 27 | Norvegia (bandiera)       | A     | Kabamba Kalabatama |
| 30 | Finlandia (bandiera)      | P     | Santeri Aaltonen   |
| 31 | Svezia (bandiera)         | A     | Yassin Housni      |
| 33 | Finlandia (bandiera)      | D     | Tatu Varmanen      |